# Mier (Prešov)

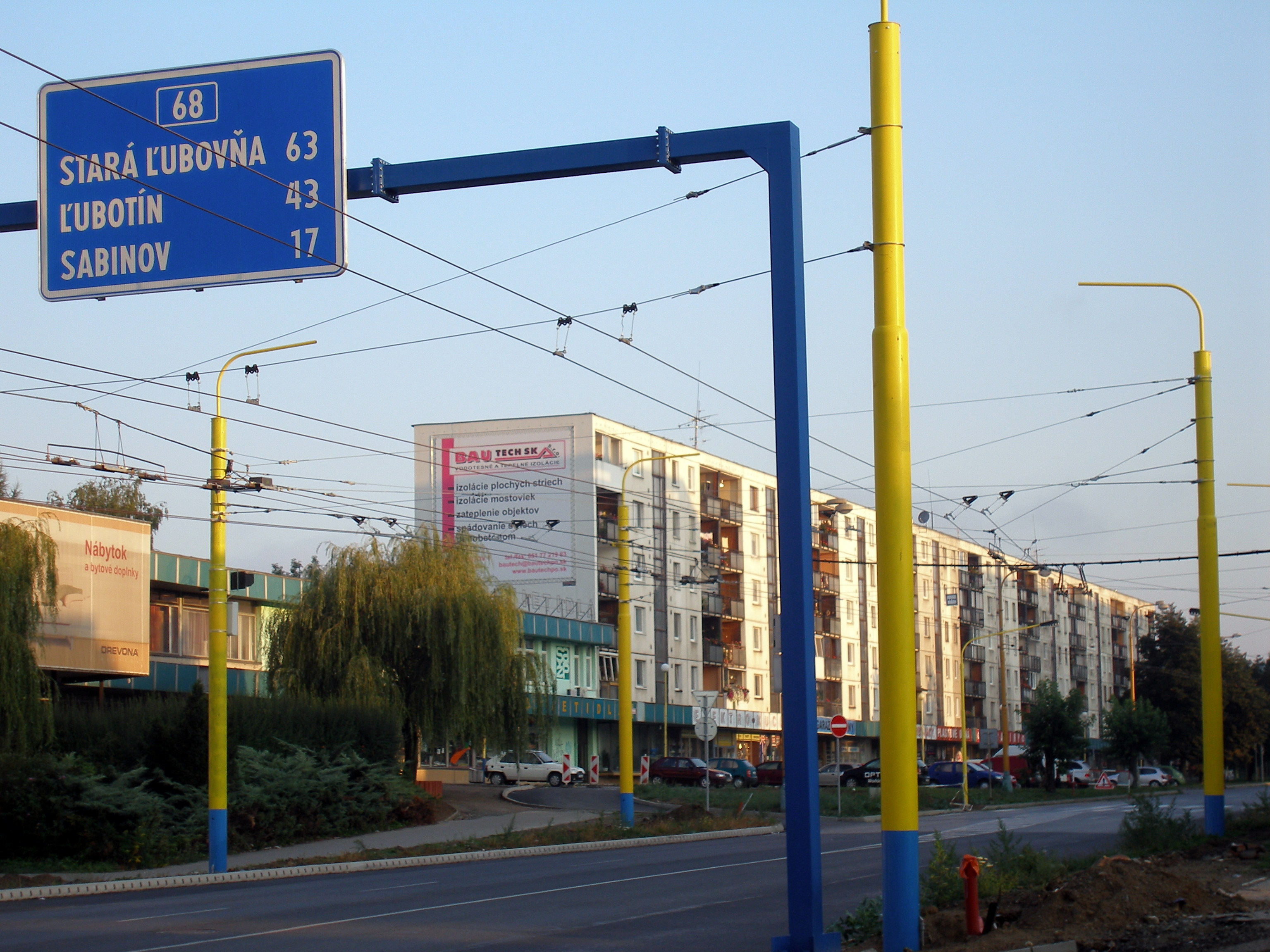
Sabinovská ulice

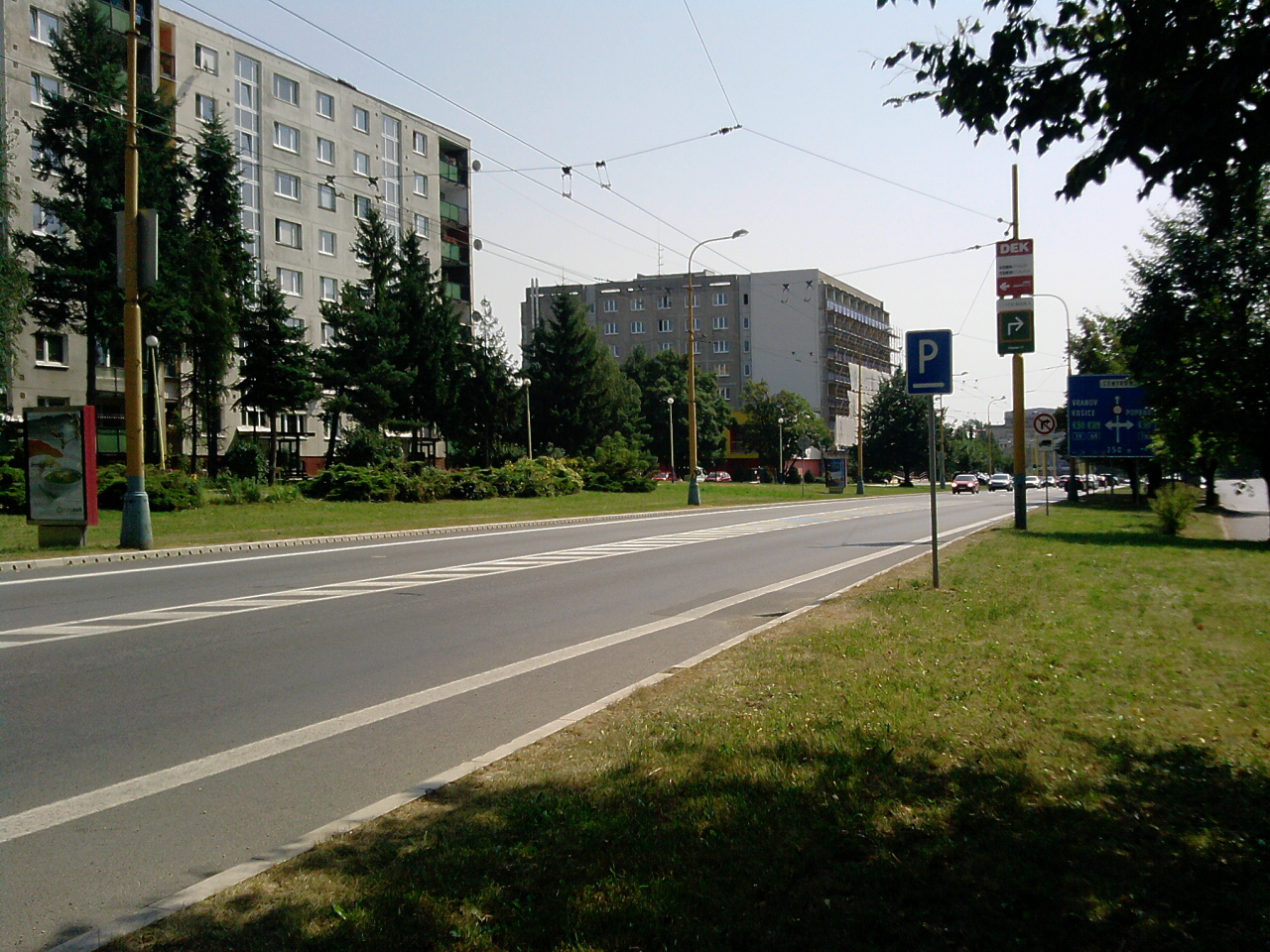
Sabinovská ulice

Sídliště Mír je sídliště v Prešově, nacházející se nedaleko centra města. Leží mezi hlavními dopravními tahy, a to mezi Duklianskou ulicí (směr Vranov nad Topľou) a Sabinovská ulicí, jejíž část přes něj i prochází. Co se týče občanské vybavenosti, je zde množství obchodních jednotek, lékárna, pošta a několik potravin, které se nacházejí v přízemí panelových domů na Sabinovská ulici. Na Sabinovské ulici se nachází i Dům nábytku. Na sídlišti se nachází mateřská škola Kotrádova, Základní škola a gymnázium sv. Mikuláše a základní škola pro neslyšící. V bezprostřední blízkosti sídliště se nachází SPŠ strojní a hotel Šariš. Přes sídliště jezdí trolejbusové linky 2, 5 a 5D, autobusové linky 14, 16, 22, 39, 43, 44, 45 a noční linka N2.
Ulice
- Část Sabinovská
- Kotrádova
- Zednická
- Udírenská
- Veselá
- Majakovského
- Wolkerova